# Калі (національний парк)
Тигровий заповідник Калі (каннада ಕಾಳಿ ಹುಲಿ ಸಂರಕ್ಷಿತ ಪ್ರದೇಶ); раніше мав назву: Тигровий заповідник Данделі-Анші — заповідник тигрів, розташований в окрузі Північна Каннада, штат Карнатака, Індія. Парк є місцем проживання бенгальських тигрів, чорних пантер та індійських слонів, а також іншої характерної для цього регіону фауни. Річка Калі протікає через тигровий заповідник і є життєво важливою артерією екосистеми, звідки й походить назва заповідника. Тигровий заповідник розкинувся на площі 1 300 квадратних кілометрів (130 000 га).

## Історія

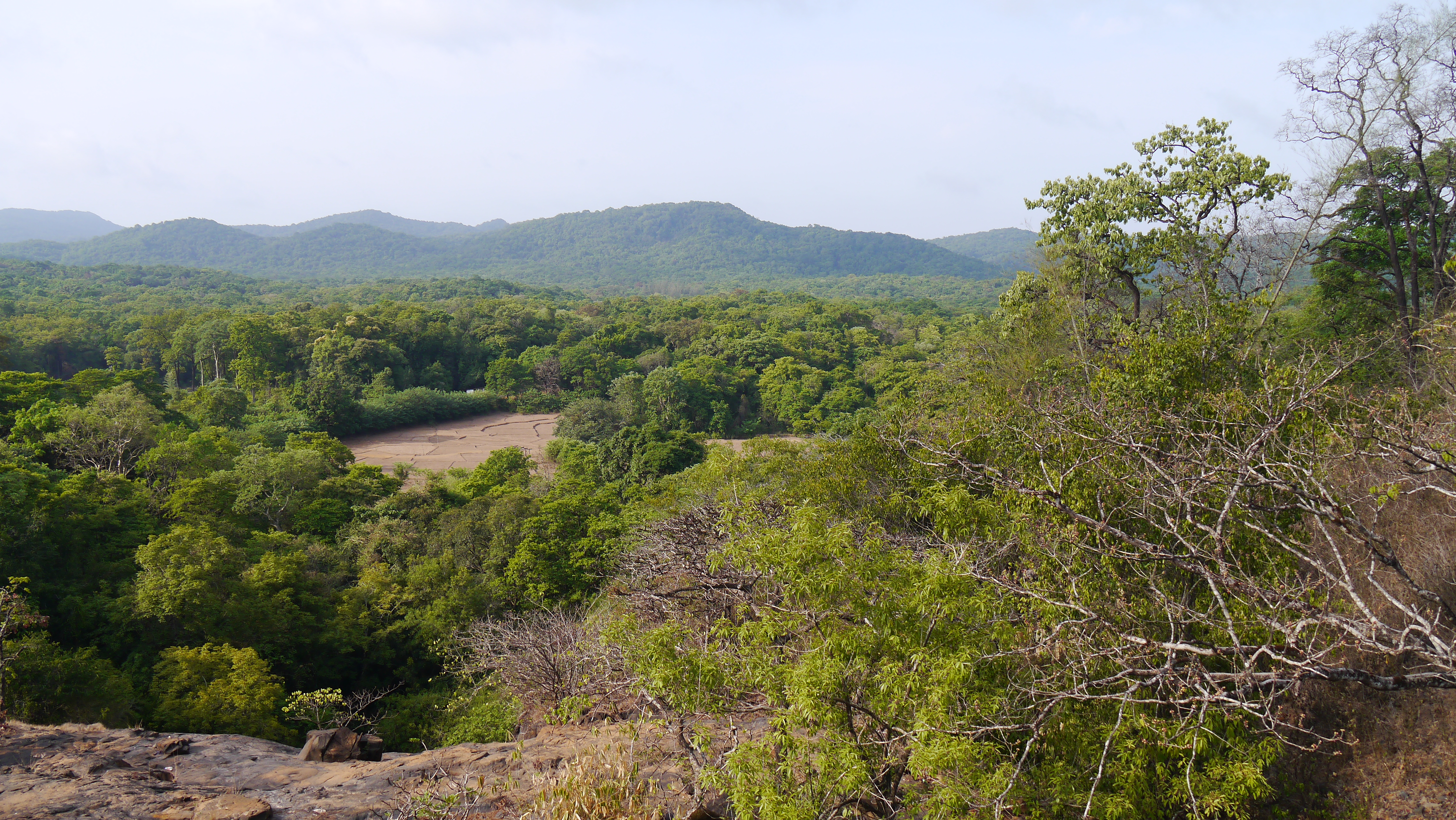
Тигровий заповідник Калі

10 травня 1956 року ліс у цьому районі був оголошений заповідником Данделі. Держава запропонувала вирізати частину заповідника для створення національного парку Анші, що було реалізовано 2 вересня 1987 року. Початкова пропозиція охоплювала 250 квадратних кілометрів (25 000 га). Коли в 2002 році було видано остаточне повідомлення про територію парку, її було розширено ще на 90 квадратних кілометрів (9 000 га).
У грудні 2015 року його перейменували на «Тигровий заповідник Калі». У парку розташовано кілька гідроелектростанцій та атомна електростанція.

## Перейменування тигрового заповідника

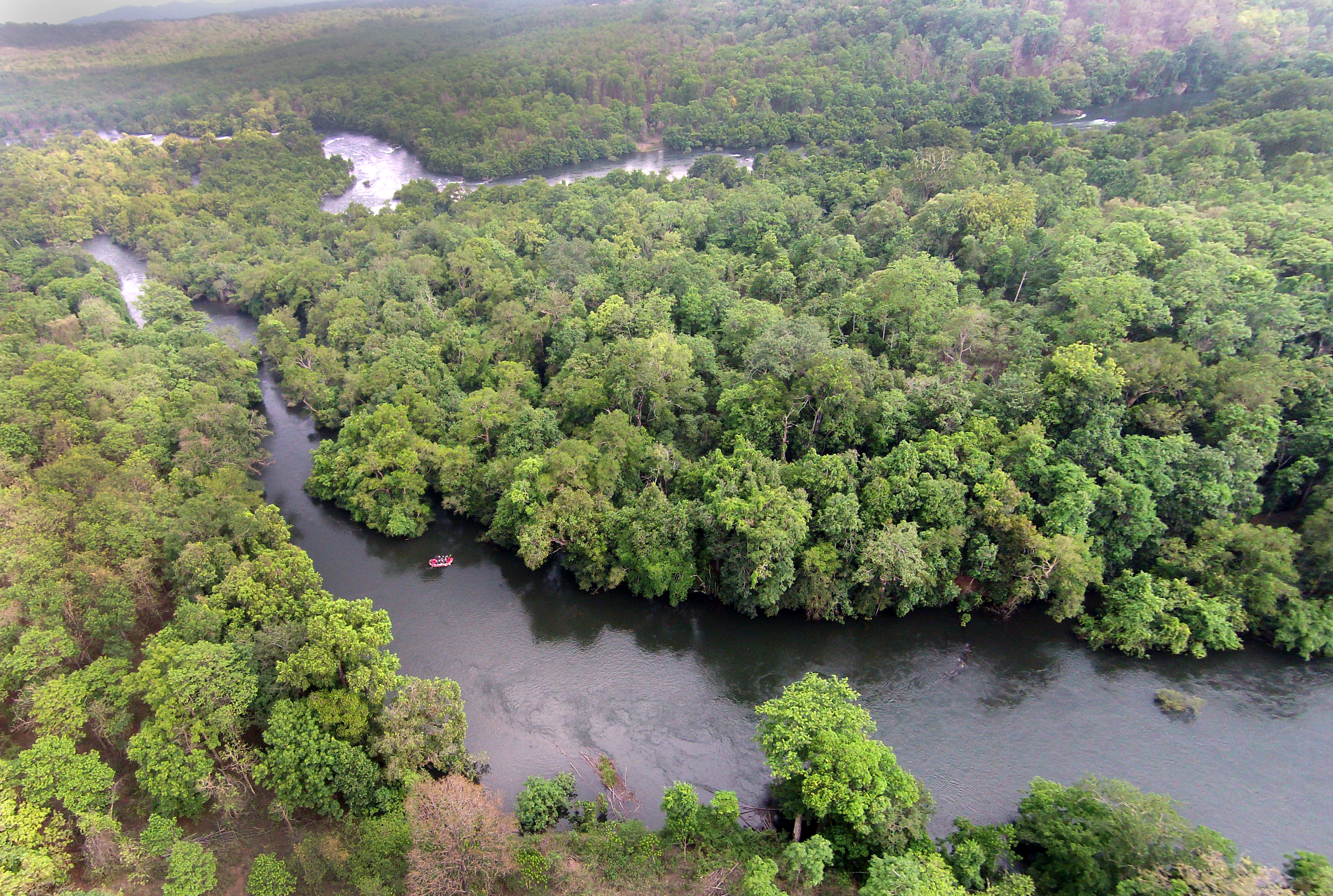
Річка Калі в заповіднику

Примітно, що національний парк Анші та заповідник дикої природи Данделі разом отримали статус тигрового заповідника проєкту «Тигровий заповідник», а в січні 2007 року вони були оголошені «Тигровим заповідником Данделі-Анші». Парк Анші площею 340 квадратних кілометрів (34 000 га) примикає до заповідника дикої природи Данделі та разом із шістьма прилеглими природоохоронними територіями в штатах Гоа та Махараштра утворює майже безперервну охоронювану лісову зону площею понад 2 200 квадратних кілометрів (220 000 га).
У грудні 2015 року заповідник тигрів Данделі-Анші було перейменовано на заповідник тигрів Калі. Річка Калі і є життєво важливою водною артерією для жителів округу Північна Каннада та об'єднує заповідник дикої природи Данделі (DWS), який розкинувся на площі 400 квадратних кілометрів (40 000 га) і Національний парк Анші (ANP), що розкинувся на 500 квадратних кілометрів (50 000 га). Річка прорізає весь парк, і перейменування додало території єдиної ідентичності. Зміна назви також мала привернути увагу та збільшити поінформованість про річку Калі. Зміна назви також була викликана загальною реакцією політиків після виходу фільму «Калі» який привернув увагу до ролі річки Калі в екосистемі цього регіону.

## Географія
Тигровий заповідник Калі розташований у Західних Гатах, на ділянці від 14°54' до 15°07' північної широти та від 74°16' до 74°30' східної довготи. Висота території заповідника коливається від 27 до 1059 м над рівнем моря. Незважаючи на велику кількість опадів у цьому районі, тут водосховища пересихають дуже рано влітку, оскільки ґрунт латеритний, з мінімальною водоутримувальною властивістю.

## Управління парком
Управління національними парками та заповідниками в штаті є відповідальністю Головного охоронця лісів (дикої природи). Сам тигровий заповідник Калі очолює директор парку, який також є головним охоронцем лісів.

## Флора

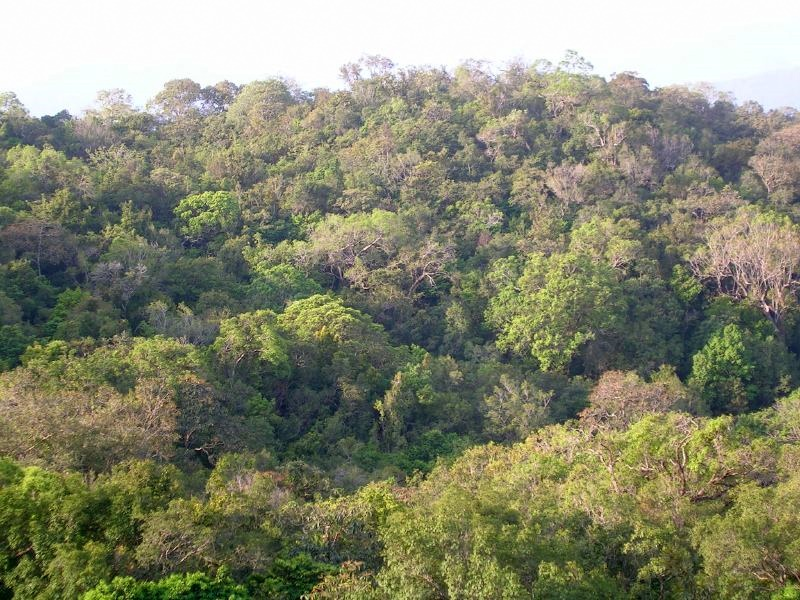
Полог лісу національного парку Анші

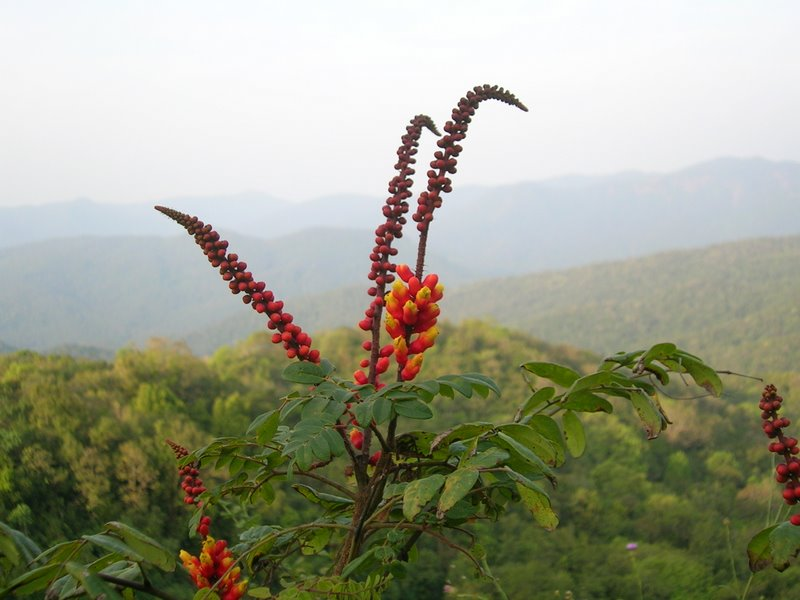
Рослина цукрова кукурудза лікарська

Парк знаходиться в екорегіонах гірських дощових лісів Північно-Західних Гат і вологих листяних лісів Північно-Західних Гат, обидва з яких вважаються Всесвітнім фондом дикої природи (WWF) як такими, що перебувають під загрозою зникнення. Ліси славляться своїм високим біорізноманіттям.
Деякі поширені дерева та рослини тут включають: Calophyllum, зокрема бінтангур (Calophyllum wightianum) та Calophyllum wightianum, малабарський тамаринд (Garcinia gummi-gutta), гарцинія морелла (Garcinia morella), Knema attenuata, Hopea wightiana, тетрамелес голоцвітний (Tetrameles nudiflora), чорне дерево (Alstonia scholaris), Flacourtia montana, Machilus macrantha, Carallia brachiata, айні-марам (Artocarpus hirsutus), мавп'ячий фрукт (Artocarpus lacucha), справжня кориця (Cinnamomum verum), бамбук (Bambusoideae), баугінія (Bauhinia), евкаліпт (Eucalyptus), лантана (Lantana), сріблястий дуб (Grevillea robusta), тикове дерево (Tectona grandis) і джамба (Xylia xylocarpa).

## Тваринний світ

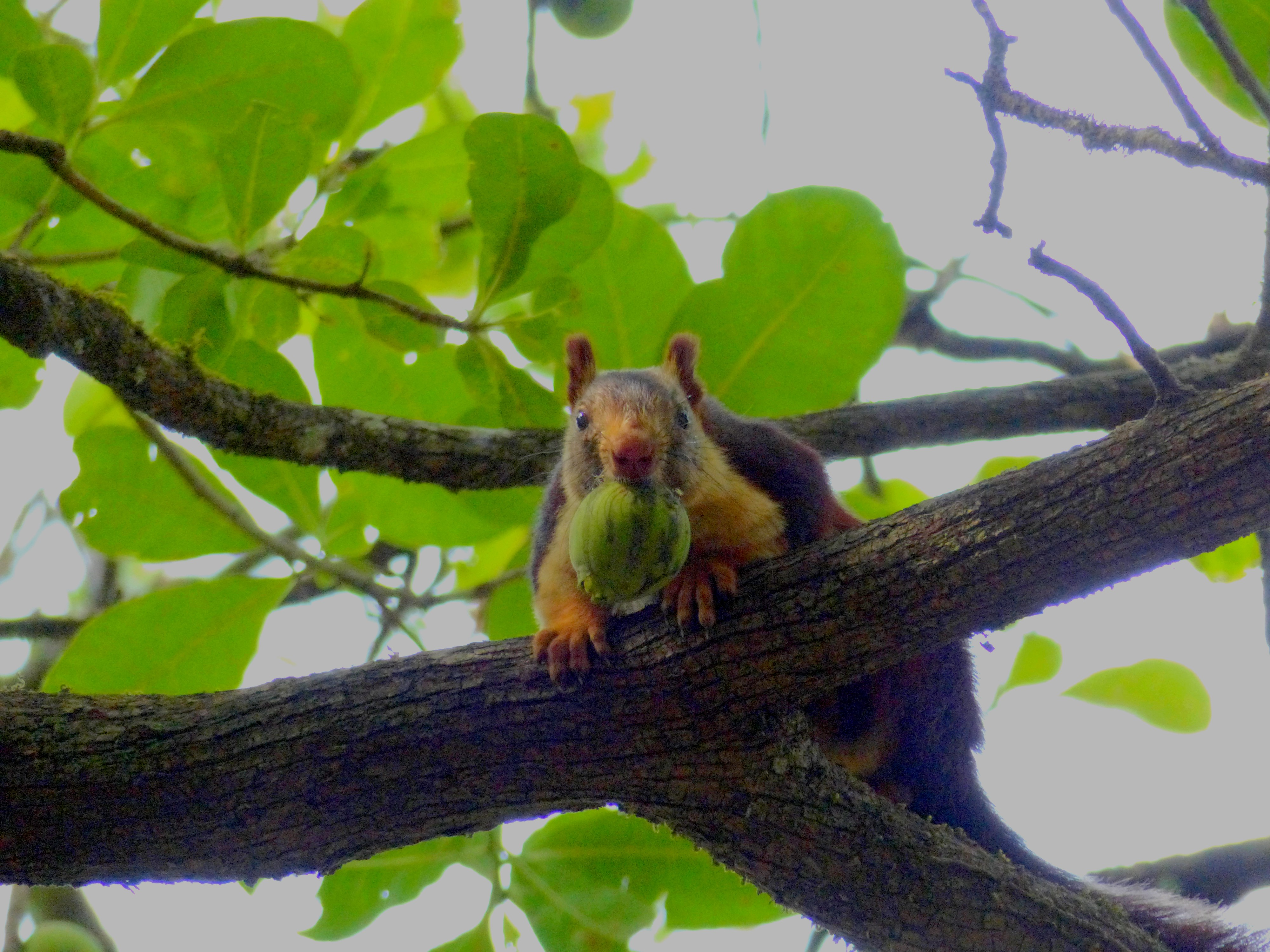
Малабарська гігантська білка

Чорна пантера (Panthera melas), індійські слони (Elephas maximus indicus) та бенгальські тигри (Panthera tigris tigris) живуть у парку, але їх рідко можна побачити. Іншими великими ссавцями тут є індійський бізон (Bos gaurus), ведмідь-губач (Melursus ursinus), індійський дикий кабан (Sus scrofa), індійський макак (Macaca radiata), рівнинний сірий лангур (Semnopithecus entellus), сірий тонкий лорі (Loris lydekkerianus), кілька оленів, у тому числі: гавкаючий олень (Muntiacus), мишачий олень (Tragulidae), олень індійський замбар (Rusa unicolor) і плямистий олень (Axis).

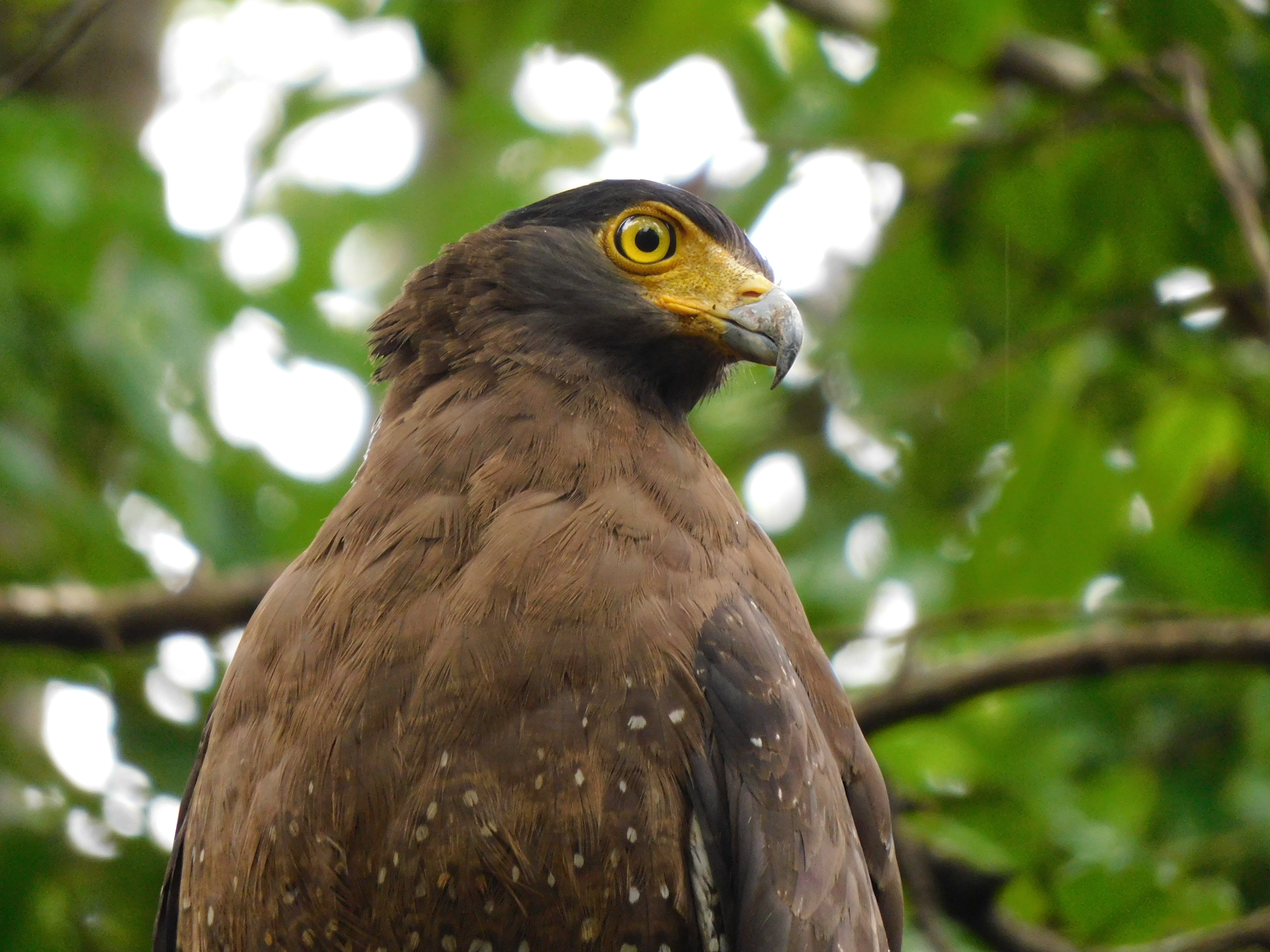
Чубатий орел-змієїд

Індійський дикий пес (Cuon alpinus), шакал (Jackals), очеретяний кіт (Felis chaus), леопардовий кіт (Prionailurus bengalensis), мала індійська цивета (Viverricula indica), індійський сірий мангуст (Urva edwardsii), білка-летяга (Pteromyini), дикобраз (Hystrix), малабарська циветта (Viverra civettina), малабарська або індійська гігантська білка (Ratufa indica) та панголін (Maniiformes) також живуть у лісах заповідника.
Рептилії (Reptilia) в парку включають королівську кобру (Ophiophagus hannah), індійську кобру (Naja naja), гадюку Рассела (Daboia russelii), гадюку ефа (Echis), індійський крайт (Bungarus caeruleus), тигрового пітона (Python molurus), щурячу змію (Colubrinae), батігоподібну змію (Ahaetulla), зелену або бамбукову гадюку (Craspedocephalus gramineus) та варанів (Varanus).
Парк багатий птахами, зокрема екзотичними, які включають великого носорога (Buceros bicornis), індійського строкатого носорога (Anthracoceros coronatus), малабарського сірого носорога (Ocyceros griseus), індійського сірого носорога (Ocyceros birostris) та блакитну ірену (Irena puella). У парку зареєстровано близько 200 видів птахів. До них належать характерний лелека-марабу (Leptoptilos), пальмовий ланграйн (Artamus fuscus), королівський шуліка (Haliastur indus), чубатий орел-змієїд (Spilornis cheela), великий носорог (Buceros bicornis), дятел індокитайський дзьобак (Chrysocolaptes guttacristatus), індійський строкатий носоріг (Anthracoceros coronatus), цейлонський корнудо (Batrachostomus moniliger) і голуб жовтошиїй вінаго (Treron phoenicopterus).

## Інформація для відвідувачів
Найкращі місяці для відвідування заповідника — з жовтня по травень. Парк працює з 6:00 до 18:00. Природний табір у Кулгах пропонує розміщення в наметах (по два місця), наметах класу люкс (по два місця), а також гуртожитку на 16 місць. Клімат тут досить вологий цілий рік. У туристичній програмі відвідування «Пташиної стежки», «Стежки ссавців» у Кулгі, яка є 3-кілометровою пішою прогулянкою. Водні види спорту, такі як джакузі, катання на човнах, рафтинг і каное, можна запланувати на річці Калі, а також доступний 20-кілометровий похід до надзвичайно красивих водоспадів Дудгсагар. Також туристам потрібно звернути увагу, що багато доріг у національному парку Анші (Заповідник тигрів Калі) закриті для руху транспортних засобів із 6 вечора до 6 ранку, як-от наприклад Кулгі — Бхагаваті через Амбіканагар, Анмод — Хеммадаги та Улаві — Потолі. Через річку Калі, яка перетинає тигровий заповідник, побудовано багато дамб. Вивіски та вказівники написані державною мовою каннада та англійською.
Данделі — сусіднє місто, що примикає до заповідника, з якого щодня відправляються автобуси до Дгарвада, Губбаллі, Белгауму та Бенгалуру. Відвідування екологічних пам'яток Гоа необов'язкове. Тут також подають місцеві вегетаріанські страви.

## Нотатки
1. ↑  Головний охоронець лісів (гінді प्रधान मुख्य वन संरक्षक) — найвищий співробітник «Лісової служби Індії»[en], який відповідає за управління питаннями, пов'язаними з лісами, навколишнім середовищем та дикою природою штату Індії[13]. Це найвищий ранг співробітника «Лісової служби Індії» у штаті.